# 清水镇 (府谷县)
清水镇，是中华人民共和国陕西省榆林市府谷县下辖的一个乡镇级行政单位。

## 行政区划
清水镇下辖以下地区：
清水村、石山则村、墩墕村、古圪垯沟村、小字村、赵寨村、温家峁村、白家园则村、枣林峁村、青春峁村、元峁村、海则庙村、沙尧则村、天桥则村、西峁村、王大庄村、高梁沟村、王家墕村、青阳墕村、孙崖尧村和磁尧沟村。